# ドクター&ドーター
『ドクター&ドーター』は、陽気婢による日本の漫画作品。漫画雑誌『月刊サンデージェネックス』（小学館）の2008年7月号から2011年7月号まで掲載された、ちょいエロ、ファンタジー、コメディ作品。単行本は全4巻。全32話。
表紙等には『猟奇博士と生贄娘 ドクター&ドーター』と記載されているが、『ドクター&ドーター』が正式タイトル。単行本1巻の発売を記念し、全国の一部書店では陽気婢による描き下ろし特製ペーパーが購入者に配布された。

## あらすじ
14歳の女子中学生・志賀彩乃は、ある日、天才科学者でマッドサイエンティストの父・貴太郎に、無理矢理“フェレット型貞操帯（彩乃が20歳になるまで絶対に外れない）"を装着されてしまう。このフェレット型の貞操帯は、外見は可愛いが、装着者の貞操の危険を感知すると自立的に防御反応をする生物兵器であり、これを装着させられた日から彩乃の生活は一変し、トンデモな毎日を送ることになってしまう。また、そんな貞操帯の影響なのか、同じくフェレット型貞操帯を装着しているイトコの実沙紀に、恋心のような感情をいだいてしまう。

## 登場人物
志賀彩乃（しがあやの）
本作の主人公。14歳。ちょっと気が強いが、ごく普通の中学2年生であったが、父親にフェレット型貞操帯を装着されたことで悶々とした日々を過ごすこととなる。また、父親の怪奇な行動に日々苦悩している。貞操帯の影響なのか、イトコの実沙紀に恋心のような感情をいだく。
志賀貴太郎（しがきたろう）
彩乃の父親。天才科学者でマッド・サイエンティスト（自称、バイオ科学者）。いつも怪しげな発明をしては、彩乃たちに迷惑をかけている。
小路実沙紀（こみちみさき）
彩乃の従妹で幼馴染の中学2年生。あだ名はミサチン。料理が得意な可憐な少女だが、彩乃と同じくフェレット型の貞操帯を装着している。
小路篤子（こみちあつこ）
実沙紀の母親で、貴太郎の姉。貴太郎の発明に対するよき理解者。
森尾倫子（もりおりんこ）
大手バイオ企業・ビオチェ社の専務の娘。中学2年生。命の恩人である貴太郎に恋心をいだく。
駄財おさみ（だざいおさみ）
（理由不明だが）ネズミぐらいの大きさしかない女性。貴太郎に恨みがあるらしく真人間サイズのスーツを着用して「ダサール・長美」を名乗って貴太郎たちに近づくが、成功したためしがない。

## 書誌情報
- 陽気婢 『ドクター＆ドーター』 小学館〈サンデーGXコミックス〉、全4巻
  1. 2009年7月17日発売、ISBN 978-4-09-157180-9
  2. 2010年3月19日発売、ISBN 978-4-09-157206-6
  3. 2010年11月19日発売、ISBN 978-4-09-157247-9
  4. 2011年8月19日発売、ISBN 978-4-09-157284-4